# 10586 Jansteen
10586 Jansteen este un asteroid din centura principală, descoperit pe 22 mai 1996, de Eric Elst.